# 조코쿠노모리역
조코쿠노모리역(일본어: 彫刻の森駅)은 일본 가나가와현 아시가라시모군 하코네정에 위치한 하코네 등산 철도 철도선의 역이다. 역 번호는 OH 56이다.

## 역사
- 1919년 6월 1일: 니노타이라역(일본어: 二ノ平駅)으로 영업 개시.
- 1972년 3월 15일: 하코네 조각의 숲 미술관의 개관에 따라 조코쿠노모리역으로 역명 변경.

## 역 구조
상대식 승강장 2면 2선의 지상역이다.
하코네 등산 철도의 표시 간판이나 팜플렛에서는 각 역의 표고가 제시되어 있고 예전에 551m로 표기되었으나 2013년 재고 조사에서 539m로 정정되었다.

### 타는 곳
| 번호 | 노선             | 방향         | 행선                        | 비고                                  |
| ---- | ---------------- | ------------ | --------------------------- | ------------------------------------- |
| 1    | 하코네 등산 전차 | 하행         | 고라・소운잔 방면           | 소운잔 방면은 고라에서 환승           |
| 1    | 하코네 등산 전차 | 상행         | 하코네유모토・오다와라 방면 | 오다와라 방면은 하코네유모토에서 환승 |
| 2    | 사용 정지 중     | 사용 정지 중 | 사용 정지 중                | 사용 정지 중                          |

## 역 주변
- 하코네 조각의 숲 미술관
- 하코네 정립 하코네 중학교
- 니노타이라 온천
- 하코네 정 사회 교육 센터(도서실 병설)
- 교자 센터

## 사진

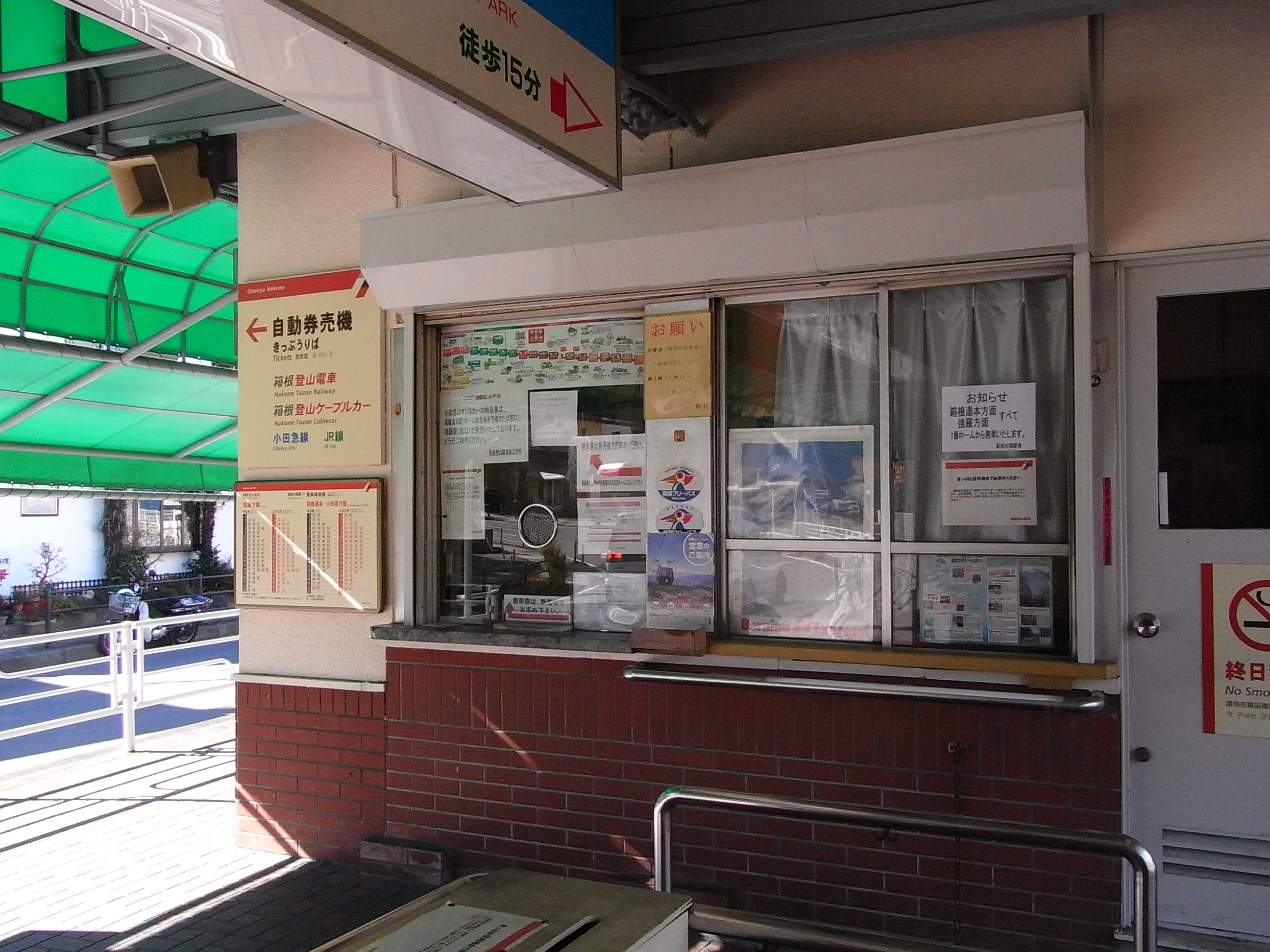
매표소

## 인접역
| 하코네 등산 철도 철도선        | 하코네 등산 철도 철도선 | 하코네 등산 철도 철도선 |
| ------------------------------ | ----------------------- | ----------------------- |
| OH 55 고와키다니 오다와라 방면 |                         | 고라 OH 57 고라 방면    |